# Međunarodna standardna atmosfera
Međunarodna standardna atmosfera ili ISA (akronim od engl. International Standard Atmosphere) je međunarodno prihvaćen model stanja Zemljine atmosfere (od 1920.) i okomite raspodjele temperature i tlaka zraka, do 90 kilometara visine, koja se uzima kao svjetski prosjek vrijednosti tih veličina. Model polazi od pretpostavke da u atmosferi vrijede zakoni za idealne plinove i da je odstupanje svojstava realnih atmosferskih plinova od svojstava idealnoga plina maleno. Do danas se nekoliko puta prilagođavala točnijim mjerenjima, pogotovo na većim visinama.
Za stanje pri tlu određuje se temperatura od 15 °C, tlak zraka od 1013,25 hPa i gustoća zraka od 1,225 kg/m3. Temperatura zraka od tla do tropopauze opada za 6,5 °C/km, sve do visine od 11 kilometara, gdje iznosi –56,5 °C, a ostaje nepromijenjena u sloju od daljnjih 9 kilometara. Iznad toga temperatura zraka raste do visine od 47 kilometara, gdje dosegne –2,5 °C i ostaje nepromijenjena sve do visine od 51 kilometar, iznad koje ponovno opada sve do 84,852 kilometara, gdje postiže vrijednost od –86,28 °C.

## Opći podaci o Zemljinoj atmosferi
Zemljina atmosfera je smjesa plinova. Ako se u sustavu zraka ne uračunava vodena para, takva se smjesa zove suhi zrak. 
U sustavu atmosfere uvijek se nalaze i 3 promjenjiva sastojka: vodena para, ozon i ugljikov dioksid. Značajka je tih plinova da znatno apsorbiraju zračenje Sunca i Zemlje, i time bitno utječu na temperaturu atmosfere i Zemlje. U posljednja dva stoljeća zamjećuje se povećanje ugljikovog dioksida CO2 na čitavoj Zemlji, količina se poduplala. Zbog utjecaja čovjekovih djelatnosti povećava se u svjetskim razmjerima i sadržaj drugih plinskih primjesa, kao što su ugljikov monoksid CO, sumporov dioksid SO2, dušikovog dioksida NO2 i drugi. 
U sastavu atmosfere nalaze se i mnogobrojne krute i tekuće primjese koje lebde u zraku. To su takozvani aerosoli, koji su umjetnog ili prirodnog porijekla. Količina se aerosola povećala u zadnjih 70 godina za 50 %. U velikim gradovima sadržaj aerosola je mnogo veći nego iznosi srednja koncentracija u čitavoj atmosferi. 
Sadržaj vodene pare u atmosferi koleba se u širokim granicama: od blizu 0 % masenog udjela pri vrlo niskih temperaturama do 4 % pri visokim temperaturama.

### Podjela atmosfere na slojeve
Po okomici atmosfera se proteže do 60 – 70 tisuća kilometara, iako se ne može govoriti o nekoj oštroj gornjoj granici. Uzima se da ukupna masa atmosfere bez vodene pare iznosi 5,157∙1018 kg, što je otprilike jedna milijuntina Zemljine mase. Oko 99 % ukupne atmosferske mase nalazi se u sloju od 30 do 35 km iznad tla, a 50 % ukupne mase u sloju do svega 5 km visine. 
Debljina je osnovne atmosferske mase zanemarljiva u usporedbi s njenim vodoravnim mjerama, pa zato i osnovne tvorevine, koje određuju vrijeme (fronte, ciklone i anticiklone) zauzimaju vodoravno prostranstva od stotine i tisuće kilometara, a po okomici od svega nekoliko kilometara. 
Po okomici može se podijeliti atmosfera prema 4 kriterija:
- sastav zraka i pojava električki nabijenih čestica,
- međudjelovanje atmosfere i Zemljine površine,
- promjena temperature s visinom,
- utjecaj atmosfere na letjelice.

Prema sastavu zraka, atmosferu čine donji sloj ili homosfera, od tla do visine 95 km, i gornji sloj ili heterosfera, iznad visine od 95 km. U homosferi se omjer osnovnih plinova (dušika, kisika i argona) i relativna molekulska masa zraka (μ0 = 28,9645) ne mijenjaju. U heterosferi, usporedo s molekulama dušika i kisika, pojavljuju se i atomi dušika i kisika, a relativna se molekulska masa zraka smanjuje s visinom. Sloj između 20 i 55 km, u kojemu se nalazi najveća koncentracija ozona, zove se ozonski omotač ili ozonosfera. Od 50 do 60 km iznad tla, s povećanjem visine naglo se povećava koncentracija nabijenih čestica (iona i elektrona), pa se taj sloj atmosfere zove ionosfera.
Ionosfera se sastoji od nekoliko slojeva (D na visini oko 60 km, E na visini od 90 do 120 km, F na visini većoj od 180 km) s povišenom koncentracijom iona. Vanjski pojas atmosfere, gdje se čestice rijetko sudaraju, a većina ih je električki nabijena, predstavlja radijacijski pojas Zemlje, debljine od 9 do 12 Zemljinih polumjera (magnetosfera). U tom se pojasu, zbog djelovanja magnetskog polja Zemlje, čestice voma kolebaju uzduž magnetskih silnica i imaju velike energije. 
Prema međudjelovanju atmosfere i podloge, atmosferu čini granični sloj (ili sloj trenja) i slobodna atmosfera. U graničnom sloju visine od 1 do 1,5 km, već prema vrsti podloge, na gibanje zraka utječu Zemljina površina i turbulentno trenje, a meteorološke pojave imaju izraziti dnevni hod. U slobodnoj atmosferi mogu se u prvom približenju (aproksimaciji) zanemariti sile trenja zraka. 
Prema promjeni temperature s visinom atmosferu čini nekoliko slojeva. Najdonji sloj atmosfere, koji se proteže do oko 11 km visine i u kojemu temperatura u prosjeku opada s visinom za 0,65 °C/100 m, zove se troposfera. U troposferi, iznad graničnog sloja sve do visine 6 – 8 km, nalazi se donja troposfera, a iznad toga sloja do vrha troposfere je gornja troposfera. 
Smanjenje temperature s visinom prestaje u troposferi na nekoj visini iznad koje temperatura umjereno opada (manje od 0,2 °C/100 m), ostaje stalna ili pak s visinom raste. Taj sloj iznad troposfere, na visini između otprilike 11 km i oko 50 km, zove se stratosfera. Prijelazni sloj između troposfere i stratosfere zove se tropopauza, i on u našim krajevima doseže visinu između 9 do 11 km, već prema godišnjem dobu i vremenskom stanju. U polarnim predjelima visina tropopauze iznosi od 8 do 10 km, a u ekvatorskom pojasu od 16 do 18 km. Na umjerenim zemljopisnim širinama temperatura iznad tropopauze najčešće se ne mijenja s visinom, a iznad tropskih i ekvatorijalnih predjela polagano raste.
Izotermičko stanje stratosfere zadržava se u prosjeku sve do visine 25 km, a iznad te razine temperatura raste zbog apsorpcije ultraljubičastog zračenja Sunca u sloju ozona (ozonski omotač). Srednja vrijednost okomitog temperaturnog gradijenta u sloju od 25 do 46 km iznosi –0,28 °C/100 m. U prijelaznom sloju, takozvanoj stratopauzi, na visini od 45 do 54 km temperatura je blizu 0 °C, s mogućim odstupanjima ±20 °C. 
U mezosferi (od 50 do 80 km), sloju atmosfere iznad stratosfere, temperatura zraka ponovno opada, i to prosječno –0,35 °C/100 m. Na visini od 80 do 95 km postoji prijelazni sloj, takozvana mezopauza, u kojemu temperatura iznosi od –85 °C do –90 °C. Iznad mezopauze, u termosferi (od 90 do 450 km), temperatura ponovno raste, i to uglavnom zbog toga što kisik apsorbira Sunčevo zračenje valne duljine manje od 0,24 μm i pri tom disocira, pa nastaje atomni kisik. U termosferi temperatura raste s visinom i doseže vrijednosti i doseže vrijednosti i iznad 1 000 K. Na visinama iznad 1 000 km nalazi se egzosfera, odakle se plinovi šire u svemir. 
Čimbenici (parametri) atmosfere (temperatura, tlak zraka, gustoća zraka) veoma se mijenjaju u prostoru i vremenu, pa se može uglavnom govoriti samo o srednjim vrijednostima. 
Osnovna svojstva srednje okomite strukture atmosfere bile su određene međunarodnom standardnom atmosferom CIRA (eng. COSPAR International Reference Atmosphere) iz 1961. godine te standardnom ruskom atmosferom SA-73 iz 1975. CIRA je određivala podatke o atmosferi do 800 km visine; podaci iznad 200 km osnivaju se na mjerenjima pomoću umjetnih satelita. SA-73 određuje srednje vrijednosti osnovnih parametara atmosfere u rasponu visina od 0 do 50 km na zemljopisnoj širini 45° 32’, pri srednjoj Sunčevoj aktivnosti, a postoje i preporuke za visine od 50 do 120 km. Standardna atmosfera SAD iz 1976. proširena je do 1 000 km.

### Vrijednosti međunarodne standardne atmosfere iz 1976.
| Sloj | Atmosferski sloj | Nadmorska visina h (km) | Promjena temperature (°C/km) | Temperatura na dnu sloja T (°C) | Tlak zraka na dnu sloja p (hPa) | Gustoća zraka na dnu sloja ρ (kg/m3) |
| ---- | ---------------- | ----------------------- | ---------------------------- | ------------------------------- | ------------------------------- | ------------------------------------ |
| 0    | troposfera       | 0 – 11                  | −6,5                         | +15                             | 1 013,25                        | 1,225                                |
| 1    | tropopauza       | 11 – 22                 | +0,0                         | −56,5                           | 226,32                          | 0,3639                               |
| 2    | stratosfera      | 20 – 32                 | +1,0                         | −56,5                           | 54,749                          | 0,0880                               |
| 3    | stratosfera      | 32 – 47                 | +2,8                         | −44,5                           | 8,680 2                         | 0,0105                               |
| 4    | stratopauza      | 47 – 51                 | +0,0                         | −2,5                            | 1,109 1                         | 0,002 0                              |
| 5    | mezosfera        | 51 – 71                 | −2,8                         | −2,5                            | 0,669 39                        |                                      |
| 6    | mezosfera        | 71 – 84,852             | −2,0                         | −58,5                           | 0,039 564                       |                                      |
| 7    | mezopauza        | od 84,852               | —                            | −86,28                          | 0,003 734                       |                                      |